# 中観派
中観派（ちゅうがんは、梵: माध्यमिक, Mādhyamika, マーディヤミカ）は、インド大乗仏教において、瑜伽行派（唯識派）と並ぶ2大学派のひとつ。龍樹（りゅうじゅ、Nāgārjuna, ナーガールジュナ、150年 - 250年頃）を祖師とし、その著作『中論』などを基本典籍とする学派。『中論』を根底として般若空観を宣揚した。縁起と空の思想を説き、中(madhyama)もしくは中道(madhyamā pratipat)の立場を重んじる。

## 原義と用例

### 中観の原義と用例
漢語の「中観」に対応するとされるマディヤマカ (Madhyamaka) は「中の」を意味するマディヤ (madhya) に接尾辞が加わったものである。バーヴィヴェーカの『中観心論』に対する自註とされる『論理の炎 (Tarkajvālā)』は、マディヤと接尾辞の -ma が付いたマディヤマは同じく「二つの極端を離れた中」すなわち中道 (madhyamā pratipat) を意味し、それに -ka が付加されたマディヤマカには名詞としての中道、あるいは中道を説示する論書や人に対する形容詞としての用法があると解説している。これを踏まえて斎藤明は、マディヤマカの適切な訳語は「中道」であると結論づけている。
「中観」のサンスクリット Madhyamaka は madhya の派生語である。梵英訳では madhya は形容詞として「central（中央の）, middle（真ん中の）」、男性名詞として「center（中央）」の意味がある。

#### 漢語としての中観
岩波仏教辞典では中観とは、有無、断常（断見と常見）といった極端な考え方（二辺）を離れて、物事を自由に見る視点を意味するとしている。広説仏教語大辞典では、中観と同じ意味の語に中道観があるとし、総合仏教大辞典では中道観は中道を観じることを指すとしている。
赤羽律によれば、「中観」という漢語の呼称は、三論宗の吉蔵が、羅什訳『中論』を「中観論」と呼び同書に対する注釈書『中観論疏』を著したのが始まりである。また義浄は『南海寄帰内法伝』においてMādhyamika学派を「中観」と呼んでいる。

### 中観派の原義と用例
「中観派」と現代語訳される mādhyamika （男性名詞）には「中央インドの一民族」という意味・用法もある。なお、madhyamikā （女性名詞）は、梵英訳では“absolute middle of st.”、「婚期に達した女性」などとなっている。
現代の仏教学者が Mādhyamika を「中観派」と訳しているのであって、「中観派」は漢訳仏典には出ない名称である。「中観派」という語は中国撰述の経論も含めて大正新脩大蔵経には全く見られない。「中観派」という現代の呼称は、中観という語を用いる中国仏教の伝統に由来するもので、サンスクリットの Mādhyamika （「中を理解する者」、「中道論者」、中派）の意訳であり、本来のインドでの呼称には「観」に相当する部分はない。
中国では龍樹の『中論』を『中観論』と称することもあった。その『中論頌』では「中道」という語がただ一度だけ出現する（第24章第18偈）が、天台教学はこの偈頌を解釈して空・仮・中の三諦を説き、この立場から智顗は空観と仮観、そして中観という三つの視点を立てた（三観説）。

## 中観派の教理

### 新しい「縁起」と「中観」
中観派の教理は、般若経の影響を受けたものであり、その根幹は、「縁起」「無自性（空）」である。
この世のすべての事象・概念は、「陰と陽」「冷と温」「遅と速」「短と長」「軽と重」「止と動」「無と有」「従と主」「因と果」「客体と主体」「機能・性質と実体・本体」のごとく、互いに対・差異となる事象・概念に依存し、相互に限定し合う格好で相対的・差異的に成り立っており、どちらか一方が欠けると、もう一方も成り立たなくなる。このように、あらゆる事象・概念は、それ自体として自立的・実体的・固定的に存在・成立しているわけではなく、全ては「無自性」（無我・空）であり、「仮名（けみょう）」「仮説・仮設（けせつ）」に過ぎない。こうした事象的・概念的な「相互依存性（相依性）・相互限定性・相対性」に焦点を当てた発想が、ナーガールジュナに始まる中観派が専ら主張するところの「縁起」である。
こうした理解によって初めて、『中論』の冒頭で掲げられる「八不」（不生不滅・不常不断・不一不異・不来不去）の意味も、難解とされる『中論』の内容も （そしてまた、それを継承しつつ成立した『善勇猛般若経』のような後期般若経典や、大乗仏教全体に広まった「無分別」の概念なども）、適切に理解できるようになる。
上記したように、二項対立する現象・概念は、相互に依存・限定し合うことで、支え合うことで、相対的に成立しているだけの、「幻影」のごときものに過ぎず、自立的なものではないので、そのどちらか一方を信じ込み、それに執着・傾斜してしまうと、必ず誤謬に陥ってしまうことになる。
そのことを示しつつ、上記の「八不」のごとき、（常見・断見のような）両極の偏った見解（二辺）のいずれか一方に陥らず、「中」（中道）の立場を獲得・護持することを賞揚するのが、『中論』及び中観派の本義である。
この「無自性（空）」の教えは、これ以後大乗仏教の中心的課題となり、禅宗やチベット仏教などにも大きな影響を与えた。

### 成立経緯
こうしたナーガールジュナの『中論』に提示される、新しい「縁起」観は、説一切有部を中心とした部派に対する論駁を発端とする。
中村元は、中論は論争の書であるとし、その主要論敵は説一切有部であるとしている。中観派は、自己の反対派を自性論者や有自性論者と総称しているが、これらは事物や概念の自性すなわち自体や本質が実在すると主張する人々であり、中論はこれに対して無自性を主張した。中村によれば、説一切有部は有自性論者の代表であるという。
部派仏教の時代、釈迦の説いた縁起説が発展・変質し、その解説のための論書（アビダルマ）が様々に著されていくことになるが、当時の最大勢力であった説一切有部などでは、生成変化する事象の背後に、それを成立せしめるための諸要素として、変化・変質しない独自・固有の相を持った、イデアのごとき形而上的・独立的・自立的な基体・実体・性質・機能としての「法」（ダルマ, dharma）が、様々に想定され、説明されていくようになった（五位七十五法、三世実有・法体恒有）。こうした動きに対して、それが「常見」的執着・堕落に陥る危険性を危惧し、（『成実論』等にその思想が表されている経量部などと共に） 批判を加えたのが、ナーガールジュナである。
『中論』は論駁の書であり、説一切有部らが説く、様々な形而上的基体・実体・性質・機能である「法」（ダルマ, dharma）の自立性・独立性、すなわち「有自性」「法有」に対して、そうしたものを想定すると、矛盾に陥ることを帰謬的論法（プラサンガ）で以て1つ1つ示していき、「法」（ダルマ, dharma）なるものも自立的・独立的には成立しえず、相互依存的にしか成立し得ないこと、すなわち「無自性」「法空」を説く。
こうして、形而上的基体・実体・性質・機能としての「法」（ダルマ, dharma）すらも含む、ありとあらゆるものの徹底した相互依存性・相対性をとなえる、新たな独特の「縁起」観、そして、それに則る「中観」という発想が、成立することになる。

### 究極的真理としての「真諦」（第一義諦・勝義諦）
しかし一方で、こうした徹底した相互依存性・相対性に則ると、当然の帰結として、（『中論』24章の冒頭でも論敵による批判として触れられているように） 釈迦自身がとなえた教え（四諦・涅槃・四向四果（四沙門果）等）すらもまた、相対化してしまうことになる。
こうした問題は、『中論』24章冒頭にそれが取り上げられていることからも分かるように、ナーガールジュナ自身にも強く意識されていた。そこで、『中論』24章にも書かれているように、ナーガールジュナはここで、「二諦」（satya-dvaya, サティヤ・ドヴァヤ）という発想を持ち込み、「諦」（真理、satya, サティヤ）には、
- 世俗の立場での真理 --- 「俗諦」（世俗諦、saṃvṛti-satya, サンヴリティ・サティヤ）: 分別智（vikalpa-jñāna）
- 究極の立場から見た真理 --- 「真諦」（第一義諦・勝義諦、paramārtha-satya, パラマールタ・サティヤ）: 無分別智（nirvikalpa-jñāna）

の2つがあり、釈迦が悟った本当の真理の内容は、後者、すなわち自分達が述べているような、徹底した相互依存性・相対性の感得の果てにある（概念・言語表現を超えた）「中観」（「無分別」）の境地に他ならないが、世俗の言葉・表現では容易にはそれを言い表し得ず、不完全に理解されて凡夫を害してしまうことを恐れた釈迦は、あえてそれを説かずに、前者、すなわち従来の仏教で説かれてきたような、凡夫でも理解出来る、レベルを落とした平易な内容・修行法を、（方便として）説いてきた（が、釈迦の説を、矛盾の無いように、よくよく精査・吟味していけば、我々の考えこそが正しいことが分かる）のだという論を展開した。
中観派は、説一切有部からは都無論者（一切が無であると主張する論者）と評された。また、経部の『倶舎論』およびそれに対するサンスクリット文註釈は、「中の心を有する人」を仏教内における異端説であるときめつけている。中観派は、中観派と同じ大乗仏教に属するヨーガ行派のスティラマティからも「一つの極端説に固執する極端論」と評され、ダルマパーラからは「唯識の理に迷謬せる者」、「非有を執している」と評され、ジナプトラらの瑜伽師地論釈では「空見に著している」と評された。中観派は何となく気味の悪い破壊的な議論をなす虚無論者である、という説は既に古代インド一般にいわれていたことである。

### 天台宗の三諦偈と中道
なお、天台宗の三諦偈による中道の解釈はナーガールジュナの原意を得ていないとする議論もある。
中観派においては、中または中道という概念が重要な位置を占めているが、『中論』において中道という語は第24章の第18詩に1回出てくるのみである。
これをクマーラジーヴァは、「衆因縁生の法、我即ち是れ無なりと説く。亦た是れ仮名（けみょう）と為す。亦た是れ中道の義なり」と訳したが、中国ではこれが後に多少変更されて、
という文句にして一般に伝えられている。この詩句（変更後のもの）は中国の天台宗の祖とされる慧文禅師によって注意された。天台宗では、この詩句は空・仮・中の三諦を示すものとされ、三諦偈と呼ばれるようになった。中村元によれば、三諦偈の趣旨とは、
ということであり、中国以来、ほぼこのように伝統的に解釈されてきたという。
その解釈がナーガールジュナの原意を得ているかどうかについて、中村元は『中論』の原文とチャンドラキールティの註釈などを用いて検討し、結論としては、インドの緒註釈によってこの『中論』第24章第18詩の原意を探るならば、この詩句は縁起・空・仮名・中道という4つの概念が同趣意のものであるということを説いたにほかならず、天台宗や三論宗が後世の中国で説いたように「空をさらに空じた境地に中道が現れる」と考えたのではなかったことが明らかであるとしている。

## 歴史
龍樹の後、提婆（だいば、アーリヤデーヴァ、170年 - 270年頃）が『百論』などを著し、ラーフラバドラは『中論』の八不の意義を釈した。青目（しょうもく、ピンガラ）は『中論』本頌を釈した。
学派としての中観派が明確な形で形成されたのは6世紀の初め頃である。仏護（ぶつご、Buddhapālita、470年 - 540年頃)、清弁（しょうべん、Bhāviveka、490年 - 570年頃）が中論頌に対する注釈書を著した。仏護・清弁・月称（げっしょう、650年頃）は、空性を記述し体得する方法についての議論を展開した。
ことに清弁は、唯識派の陳那（じんな、dignāga、480年 - 540年頃）の認識論・論理学を自己の学説に導入して方法論を構築したが、この態度を月称を代表とするグループによって批判された。
仏護と清弁は空の論証方法について意見が異なっていた。仏護の系統をプラーサンギカ（帰謬論証派）と呼び、月称などによって継承された。後世のシャーンティデーヴァ（寂天、650-700年頃）やアティーシャ（982-1054年）もこの派に含められることがある。プラーサンギカ派は特にチベットにおいて重要視されている。一方、清弁の系統をスヴァータントリカ（自立論証派）といい、アヴァローキタヴラタ（観誓）やシャーンタラクシタ（寂護）がこの系統に属する。カマラシーラ（蓮華戒、740-795/797年頃）やハリバドラ（獅子賢、9世紀）をこの派に含めることもある。
8世紀には、7世紀の唯識学派の法称（ほっしょう、dharmakīrti）系統の論理学や認識論を用いて無自性の積極的論証を行った、ジュニャーナガルバ(700年 - 760年)、寂護（じゃくご、シャーンタラクシタ、725年 - 784年頃）と蓮華戒（れんげかい、カマラシーラ、740年 - 794年頃）、ハリバドラ(獅子賢、800年頃、生没年不詳)などに連なる法統が登場し、後期中観派と呼称されている。かれらは5世紀以来の対立関係にあった瑜伽行学派の唯識説を、空を理解するためのステップとして肯定的に評価した。そのため彼らは瑜伽行中観派と呼ばれた。
11世紀頃には、唯識、中観両派に師を持ったアティーシャ(982年-1054年)が、唯識説と中観説を統合する「大中観」(dbu ma chen po)を称した。
中観派の思想は主としてチベットに伝わって大いに広まった。当初は瑜伽唯識派と論争を繰り返したが、後に瑜伽派と合流する傾向を示し、シャーンタラクシタやその弟子のカマラシーラらは中観瑜伽派と呼ばれた。

### 系譜
中観派の主な系譜は以下の通り。
| 初期   | - ナーガールジュナ（龍樹、150-250年頃）：『中論』『十二門論』『大智度論』 - アーリヤデーヴァ（提婆、170-270年頃）：『百論』『四百論』 - ラーフラバドラ（羅睺羅、200-300年頃） | - ナーガールジュナ（龍樹、150-250年頃）：『中論』『十二門論』『大智度論』 - アーリヤデーヴァ（提婆、170-270年頃）：『百論』『四百論』 - ラーフラバドラ（羅睺羅、200-300年頃） |
|        | スヴァータントリカ派（自立派） Svātantrika/dbu ma rang rgyud pa | プラーサンギカ派（帰謬派） Prāsaṅgika/dbu ma thal 'gyur ba |
| 中期   | - バーヴィヴェーカ（清弁、490-570年頃）：『般若灯論釈』『中観心論頌』『中観心論註思択焔』『大乗掌珍論』 | - ブッダパーリタ（仏護、470-540年頃）：『根本中論註』 - チャンドラキールティ（月称、600-650年頃）：『中論註プラサンナパダー』（浄明句論, 明らかな言葉）、『入中論』（中観への入門） - シャーンティデーヴァ（寂天、650-700年頃）：『入菩提行論』（さとりの行いへの入門）、『学処集成』（学道の集成）、『経集成』（諸経文の集成） |
| 後期１ | - ジュニャーナガルバ（智蔵、700年 - 760年）：『二諦分別論』『瑜伽修習道』 - シャーンタラクシタ（寂護、725-784/788年頃）：『中観荘厳論』『真理綱要』。弟子のカマラシーラとともに、チベットに仏教を導入。 - カマラシーラ（蓮華戒、740-795/797年頃）：『中観光明論』『修習次第』『入瑜伽修習』 - ハリバドラ（獅子賢、9世紀） - ヴィムクティセーナ（解脱軍、9世紀） | |
| 後期２ | | - プラジュニャーカラマティ（950-1030年頃） - アティーシャ（982-1054年）：『菩提道灯論』 - ツォンカパ（1357-1419年）：『菩提道次第論』『秘密道次第論』、チベット仏教ゲルク派の祖 |

## 影響・伝播

### 中国・日本
ナーガールジュナの思想の流れは中国にも伝えられた。それはクマーラジーヴァの翻訳による中論と十二門論および、アーリヤデーヴァの百論に基づく宗派として成立し、三論宗と呼ばれる。三論宗の大成者は吉蔵（549-623年）である。中国では、大智度論をも教理に加えた四論宗も成立したが、後に三論宗に融合した。
日本には、吉蔵の弟子であった慧灌が625年に来日して三論宗を伝えた。三論宗は、平安時代の末には密教と融合して衰えた。
中村元は、中論や大智度論などに基づいて空・仮・中の三諦円融や一心三観を説く天台宗もナーガールジュナの思想に基づくとしている。また、ナーガールジュナの十住毘婆沙論の浄土教関係の部分は後世の浄土教の重要な支えとなり、密教もまたナーガールジュナの思想の延長上に位置づけることができるという。

### チベット
チベット仏教と中観派のつながりは、思想面に限らず様々な面でとても深い。というのも、地理的・歴史的条件ゆえに、チベットの王が国家規模で仏教指導を請う先は、ナーランダー大僧院やヴィクラマシーラ大僧院等にならざるを得ず、そこから派遣され、チベット仏教を形作っていったインド僧は、この中観派に属する者（中観思想を信奉する者）が多かったからである。
まず、吐蕃のティソン・デツェン王に招請されたナーランダー大僧院のシャーンタラクシタ（寂護）は、チベット初の仏教僧院サムイェー寺を建立し、密教僧パドマサンバヴァと共に、チベット仏教の始祖となった。更に、その弟子であるカマラシーラ（蓮華戒）は、中国禅僧である摩訶衍との論争に勝利し、チベット仏教の方向性を決定づけた（サムイェー寺の宗論）。
その後、吐蕃の滅亡に伴い、チベット仏教界は打撃を受けるが、グゲ王国の保護によって復興が始まる。その際、グゲの王がヴィクラマシーラ大僧院から招請したのが、アティーシャであった。彼は中観思想と無上瑜伽タントラを信奉する、顕密統合志向の僧であったが、これが現在のチベット仏教の雛形となった。これは後に、最大宗派ゲルク派の祖となるツォンカパによって、確固たるものになる。
ツォンカパは、ブッダパーリタ（仏護）の『中論註』によって、帰謬派（プラーサンギカ派）的な中論理解に確信を抱き、アティーシャの『菩提道灯論』を参考にしつつ、『秘密集会タントラ』を中心とする密教との顕密統合の手がかりとした。
このように、チベット仏教と中観派は、思想的にも人的にも、とてもつながりが深い。そして、総合仏教たるチベット仏教の、密教面の柱が無上瑜伽タントラだとするならば、顕教面の柱はこの中観派の著作・思想と言っても過言ではない。

## 近現代の解釈・評価

### 神秘主義・否定神学
ナーガールジュナや中観派（帰謬派）は、相手の主張に対する帰謬的否定に頼ったその態度や、「八不」（不生不滅・不常不断・不一不異・不来不去）に象徴されるような、直感的に分かりづらく、一見矛盾・支離滅裂とすら感じられるような側面に焦点を当てれば、神秘主義・否定神学との近似性が見出される。
仏教学者の中村元は、「縁起」「空」を中心とした中観派の思想を、欧州や中国など、同時代の他地域の思想と比較し、神秘主義の１つである新プラトン主義（ネオプラトニズム）、とりわけ偽ディオニュシウス・アレオパギタらの「否定神学」（神秘神学）を、比較的近しいものとして挙げている。絶対者は否定的にのみ把捉されうるという発想は、インドにおいてはリグ・ヴェーダ、ウパニシャッド哲学（つまりは、ヤージュニャヴァルキヤらの「真我（アートマン）」思想）以来の流れがあり、（釈迦による「無我」「縁起」への深化、および般若経と龍樹によるそれらの継承・焦点化・拡張を経て）この中観派において、それが（徹底した否定（肯定的論証における帰謬/背理の暴き出し）・相対化・関係化として）極致に至りつつ、ついにインド思想（ひいては東洋思想）の主流の一角を占めるまでになるが、それに対して、西洋においてはアリストテレス的（『形而上学』的）実体論（を背景とした『オルガノン』的肯定論証）から抜け出せず、こういった発想はせいぜい神秘主義の中で細々と継承される傍流に過ぎなかったという。
（とはいえ、西洋においても、生成変化する諸現象の背後に変化しない絶対者を想定し、感覚認識を虚偽のものとして否定するエレア派の存在論、「万物流転」を説くヘラクレイトス、抽象概念を論理的に突き詰めると背理に陥ることを明かしたソクラテスの帰謬法（背理法）など、仏教あるいはその前段階の思想と、ある程度の近似性を見せる水準の発想は、古代ギリシャのわりと早い時期に成立・普及していたこともまた、ちゃんと踏まえておく必要がある。）
なお、この「空」は、中国の道教における無（虚無）と混同されやすいが、異なるものであることも指摘している。（「有」や「無」といった見解（常見・断見）も、『中論』において明確に否定されている。「空」（शून्यता, Śūnyatā, シューニャター）というのは、「nihil, nothing」(無、虚無) ではなく、「empty」(空っぽ) ということであり、森羅万象が、それ自体として自立的な実体を持っているわけではないということを表している。）
また、「空」を基底とした発想は、単なるニヒリズム（虚無主義）であると誤解され、批判を受けやすいが、しかし一方で、こうした排斥も対立も無い真の基底の獲得は、生きとし生けるものへの肯定・慈悲へとつながり、実践を基礎づける効果をもたらす。これは神概念が包括性・完全性を担保し、基底となることで、他者への慈悲・愛へとつなげるキリスト教と（その深度こそ違え）構成的には類似しているという。

### 言語哲学
中村元は、大乗仏教、ことにナーガールジュナは、もろもろの事象が相互依存において成立しているという理論によって〈空〉の観念を理論的に基礎づけたとし、この実体を否定する〈空〉の思想に対して、西洋では全面的な実体否定論はなかなか現れなかった、少なくとも一般化はしなかったと述べている。中村によれば、それはアリストテレスの〈実体〉の観念に長年月にわたって支配されていたためであるという。中村は、この点でバートランド・ラッセルの〈実体〉批判は注目すべきものであるとし、アリストテレスの〈実体〉の観念に対するラッセルの批判はナーガールジュナやアーリヤデーヴァの実体批判にちょうど対応するものであると述べている。

## 中観思想についての関連文献
- 梶山雄一・上山春平『空の論理〈中観〉』角川書店、1969年。[39]
- 山口益『空の世界』理想社、1967年。[39]
- 山口益『般若思想史』法蔵館、1951年。[39]
- カール・ヤスパース『仏陀と龍樹』峰島旭雄（訳）、理想社、1960年。（実存主義の立場からナーガールジュナを取り上げた文献）[39]
- 稲津紀三『龍樹思想の研究』大東出版社、1934年。[39]
- 江島恵教『中観思想の展開』春秋社、1980年。[39]
- 小川一乗『空性思想の研究――入中論の解読』文栄堂、1976年。[39]
- 猿渡貞男『中道の倫理的価値』啓林館、1975年。[39]
- 田中順照『空観と唯識観――その原理と発展』永田文昌堂、1968年。[39]
- 長尾雅人『中観と唯識』岩波書店、1987年。[39]
- 安井広済『中観思想の研究』法蔵館、1961年。[39]
- 仏訳『三論玄義』Ducor, Jérôme & Isler, Henry W. : Jizang, Le Sens des arcanes des Trois Traités, contribution à l'étude du Mādhyamika dans le bouddhisme d'Extrême-Orient ; Genève, Librairie Droz, 2022; 416 pp. (ISBN-13: 978-2-600-06383-8)